# 范鏞 (景泰進士)
范鏞（1422年—？），字彥聲，江西南昌府豐城縣人，民籍，明朝政治人物。進士出身。

## 生平
江西鄉試第六十三名舉人。景泰五年（1454年）甲戌科第二甲第五十名進士。官刑部主事、郎中，遷廣西按察使。

## 家族
曾祖父范孔京。祖父范貴，曾任主簿 封知縣。父亲范衷，永乐進士，任汝州知縣。另兄弟范鍈皆為進士。